# The Umbilical Brothers

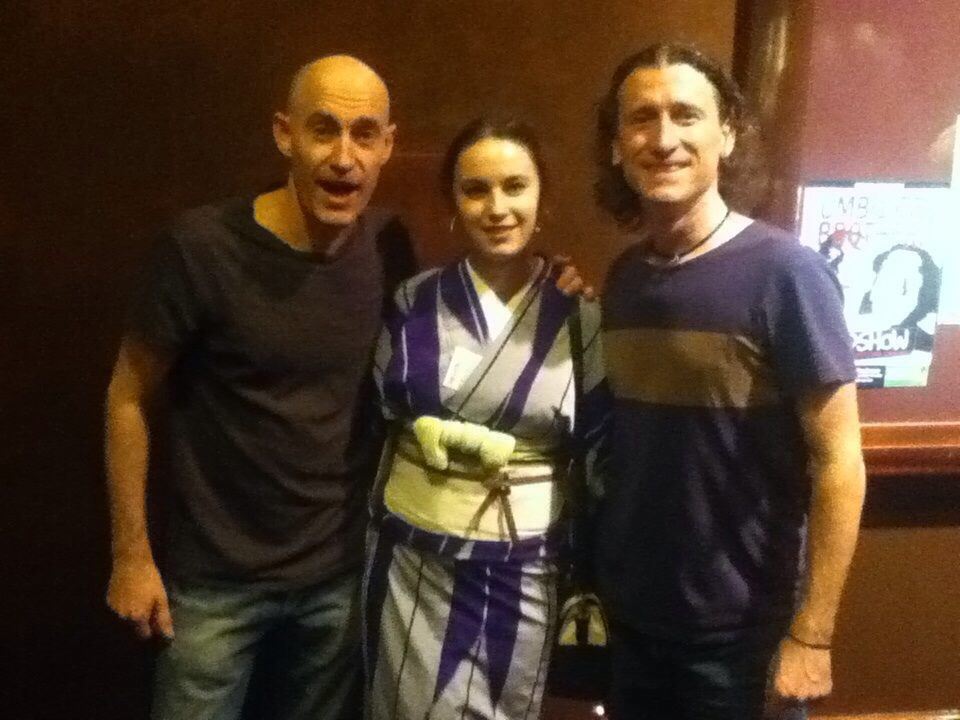
The Umbilical Brothers en 2014, acompañados de una fan.

The Umbilical Brothers es un dúo cómico australiano, formado por David Collins y Shane Dundas.
En activo desde 1994 hasta la actualidad, han llevado sus espectáculos de gira por Australia, Europa y Norteamérica, y han sido invitados a varios festivales internacionales de comedia como Edinburgh Festival Fringe y Melbourne International Comedy Festival.  También han trabajado para varios canales de televisión australianos y británicos.

## Estilo e influencias
Sus actuaciones se caracterizan por mezclar el mimo con el "slapstick" (traducido como "comedia de golpe y porrazo") añadiendo efectos vocales amplificados con micrófono.  En ausencia de toda escenografía, decorado o atrezo suelen utilizar dichos efectos sonoros para crear el espacio, situaciones concretas e incluso personajes imaginarios.  Además de la mímica gestual, el espacio sonoro vocal y los diálogos incorporan juegos de iluminación para apoyar la narración.
No suele haber un argumento lineal en sus espectáculos sino que la trama se desenvuelve a la vez que se evidencia la naturaleza ficticia de ésta.  Es decir, el público ve cómo los Umbilical Brothers crean el espectáculo además de cómo se desenvuelven en él.
Se puede decir que su estilo está influenciado por cómicos como Michel Courtemanche y Rowan Atkinson, que ya experimentaron con esa forma de mímica caricaturesca, influenciada a su vez por la animación infantil estadounidense, como los Looney Tunes.
También conectan con la comedia clásica cinematográfica basada en el humor físico de artistas como Charles Chaplin, Buster Keaton y Stan Laurel y Oliver Hardy.

## Trayectoria profesional

### Inicios
Shane Dundas y David Collins, ambos natales de Sídney, Australia, se conocieron por primera vez en una clase de interpretación en la Universidad de Western Sídney en 1988.  David le rompió la nariz a Shane de una patada voladora, y al parecer, ese fue el suceso decisivo con el que se fraguó su amistad.  Fue durante su último año en la escuela de interpretación que se presentaron a un festival de teatro cómico australiano, donde ganaron el primer premio con el peculiar estilo cómico que habían desarrollado bajo el nombre de "Schwartz & Eggar", poco después cambiaron su nombre oficial a Umbilical Brothers.
En 1991, con su espectáculo Two Coats and a Handstand From Hell, tienen su primera experiencia en teatro profesional y lo llevan de gira por pequeños espacios teatrales en Australia.  La ausencia de materiales y escenografía les facilita mucho llevar sus espectáculos de gira, por lo que las harán continuamente durante toda su carrera.

### Giras y espectáculos
En 1994 son invitados al Edinburgh Festival Fringe cuyo éxito les abre las puertas para iniciar giras por Europa con su nuevo espectáculo Heaven By Storm.  Llegan a representar en Broadway en 1999 con su espectáculo Thwak.
Crean su espectáculo más complejo desde el punto de vista técnico, Speedmouse, en 2001.
En 2003 ganaron un Grand Prix en Tokio, a pesar de no ser conscientes de estar participando en un concurso y en 2005 se llevan de gira The Rehersal, un espectáculo en el que muestran su modo de creación, muy basado en la improvisación en cada espectáculo y la participación del público.
Su último espectáculo, Kids Show, Not Suitable For Kids, se estrenó en 2011.  Continúan haciendo giras de sus espectáculos anteriores que evolucionan y cambian en cada sitio al que van, ya que siempre están sujetos a la improvisación.

### Carrera televisiva
Trabajan como actores de doblaje para serie infantil australiana Maisy en 2002.
En 2006 protagonizan otra serie infantil llamada The Upside Down Show.  El espectáculo, desarrollado por Sesame Workshop, hace un amplio uso de su particular estilo de mimo y humor.  Aunque la serie tuvo una buena recepción y audiencia Nickelodeon no los renovó para una segunda temporada.
Participan con frecuencia en el programa de televisión australiano The Sideshow desde 2007.

## En DVD
- Speedmouse - Sydney Opera House (2004)
- Don't Explain - Athenaeum Theatre de Melbourne (2007)
- Heaven By Storm - Regal Theatre, Subiaco (2010)
- The Rehearsal - (2014)
- Kidshow: Not Suitable For Children (2017)